# Іваниничі
Івани́ничі —  село в Україні, у Семидубській сільській громаді Дубенського району Рівненської області. Населення становить 52 особи (на 01.01.2020 р.).  Згідно з переписом, що проводився в 2001 році — 89 осіб.

## Розташування
На сході межує з селом Тростянець. Від районного центру село Іваниничі віддалене на 14.8 км, а від обласного центру на 57 км.

## Історія
7 (20) листопада 1917 року, відповідно до Третього Універсалу Української Центральної Ради, увійшло до складу Української Народної Республіки.
12 червня 2020 року, відповідно до розпорядження Кабінету Міністрів України № 722-р від «Про визначення адміністративних центрів та затвердження територій територіальних громад Рівненської області», увійшло до складу Семидубської сільської громади.
19 липня 2020 року, в результаті адміністративно-територіальної реформи та ліквідації  Дубенського (1939—2020) району, село увійшло до складу новоутвореного Дубенського району.